# Grumman G-21 Goose
Grumman G-21 Goose var ett amerikanskt amfibieflygplan som gick under beteckningen Tp 81 i svenska flygvapnet och är ett högvingat amfibieflygplan utrustat med två Pratt & Whitney Wasp Junior-motorer på vardera 450 hästkrafter. Tp 81 var avsett för transportuppdrag och ambulanstjänst under sin tid i flygvapnet åren 1951 till 1962.